# Ardenne Métropole
Ardenne Métropole, surnommée « Grande Agglo », est un établissement public de coopération intercommunale à fiscalité propre français ayant le statut de communauté d’agglomération, situé dans le département des Ardennes, en région Grand Est.
Créée le 1er janvier 2014 sous le nom de communauté d’agglomération de Charleville-Mézières-Sedan, elle rassemble 58 communes, dont la préfecture de département, Charleville-Mézières, et une sous-préfecture, Sedan.

## Historique
Après une longue période de rivalité entre Charleville-Mézières et Sedan, les deux territoires ardennais ont décidé de s’unir, pour lutter contre la dévitalisation et le déclin démographique qui les touchent.
La structure intercommunale est créée sous la dénomination de « communauté d’agglomération de Charleville-Mézières-Sedan » par l’arrêté préfectoral du 23 août 2013, effectif au 1er janvier 2014.
Elle est issue de la fusion d’intercommunalités :
- Cœur d’Ardenne, la communauté d’agglomération de Charleville-Mézières (10 communes) ;
- la communauté de communes du Pays sedanais, dont le siège était situé à Sedan (23 communes) ;
- la communauté de communes des Balcons de Meuse, dont le siège était situé à Lumes (5 communes) ;
- la communauté de communes du pays des Sources au Val de Bar, dont le siège était situé à Élan (16 communes).

De plus, 12 communes intègrent la nouvelle communauté d’agglomération : Arreux, Bazeilles, Belval, Cliron, Damouzy, Fagnon, Haudrecy, Houldizy, Neufmanil, Nouvion-sur-Meuse, Sécheval et Tournes.
Le nouvel établissement public de coopération intercommunale à fiscalité propre se substitue au syndicat intercommunal de ramassage et de traitement des ordures ménagères (SIRTOM) de Sedan dans la compétence de la collecte des déchets des ménages et déchets assimilés,
Le 29 septembre 2015, dans le cadre d’un conseil communautaire, les délégués de la communauté d’agglomération votent le changement de dénomination de la structure,, : la « communauté d’agglomération de Charleville-Mézières-Sedan » devient « Ardenne Métropole ». Par arrêté préfectoral du 15 novembre 2016 portant modification des statuts de la communauté d’agglomération, la structure prend officiellement le nom d’« Ardenne Métropole ».
Le 1er janvier 2016, la commune de Chéhéry fusionne avec Chémery-sur-Bar pour créer la commune nouvelle de Chémery-Chéhéry qui rejoint la communauté de communes des Portes du Luxembourg ; Ardenne Métropole compte alors 64 communes.
Le 1er janvier 2017, la commune de Bosseval-et-Briancourt fusionne avec Vrigne-aux-Bois et les communes de Rubécourt-et-Lamécourt et Villers-Cernay fusionnent avec Bazeilles ; la communauté d'agglomération rassemble 61 communes à cette date.
Le 1er janvier 2019, la commune nouvelle de Flize est créée par fusion avec Balaives-et-Butz, Boutancourt et Élan, réduisant le nombre de communes associées à 58.

## Territoire communautaire

### Géographie
Avec 126 800 habitants en 2014, Ardenne Métropole est la deuxième intercommunalité la plus peuplée de l'ancienne région Champagne-Ardenne, après la communauté urbaine du Grand Reims. Elle est également la troisième communauté d'agglomération en région Grand Est après Mulhouse Alsace Agglomération et Troyes Champagne Métropole.
Le territoire communautaire est organisé autour d’un axe regroupant les pôles urbains de Charleville-Mézières et de Sedan, ainsi que d’espaces urbains et périurbains.

### Composition
La communauté d'agglomération est composée des 58 communes suivantes :

| Nom                          | Code Insee | Gentilé            | Superficie (km2) | Population (dernière pop. légale) | Densité (hab./km2) |
| ---------------------------- | ---------- | ------------------ | ---------------- | --------------------------------- | ------------------ |
| Charleville-Mézières (siège) | 08105      | Carolomacériens    | 31,44            | 45 634 (2022)                     | 1 451              |
| Aiglemont                    | 08003      | Aiglemontais       | 8,85             | 1 675 (2022)                      | 189                |
| Arreux                       | 08022      | Cabres             | 4,23             | 342 (2022)                        | 81                 |
| Les Ayvelles                 | 08040      | Ayvelliens         | 5,45             | 859 (2022)                        | 158                |
| Balan                        | 08043      | Balanais           | 4,65             | 1 596 (2022)                      | 343                |
| Bazeilles                    | 08053      | Bazeillais         | 37,49            | 2 459 (2022)                      | 66                 |
| Belval                       | 08058      | Belvalais          | 4,94             | 226 (2022)                        | 46                 |
| Chalandry-Elaire             | 08096      | Chalairois         | 5,18             | 726 (2022)                        | 140                |
| La Chapelle                  | 08101      | Chapelains         | 7,52             | 163 (2022)                        | 22                 |
| Cheveuges                    | 08119      | Cheveugiens        | 8,9              | 470 (2022)                        | 53                 |
| Cliron                       | 08125      | Clironnais         | 6,18             | 412 (2022)                        | 67                 |
| Daigny                       | 08136      |                    | 2,85             | 358 (2022)                        | 126                |
| Damouzy                      | 08137      | Damouziens         | 8,78             | 428 (2022)                        | 49                 |
| Dom-le-Mesnil                | 08140      | Domois             | 7,99             | 1 053 (2022)                      | 132                |
| Donchery                     | 08142      | Doncherois         | 27,36            | 1 989 (2022)                      | 73                 |
| Étrépigny                    | 08158      | Sterpiniens        | 4,23             | 272 (2022)                        | 64                 |
| Fagnon                       | 08162      | Fagnonnais         | 9,98             | 341 (2022)                        | 34                 |
| Fleigneux                    | 08170      |                    | 13,65            | 223 (2022)                        | 16                 |
| Flize                        | 08173      | Fliziens           | 25,97            | 1 682 (2022)                      | 65                 |
| Floing                       | 08174      | Flongeois          | 7,43             | 2 277 (2022)                      | 306                |
| Francheval                   | 08179      | Franchevalois      | 19,6             | 590 (2022)                        | 30                 |
| La Francheville              | 08180      | Affranchis         | 6,79             | 1 647 (2022)                      | 243                |
| Gernelle                     | 08187      | Gernellis          | 4,83             | 315 (2022)                        | 65                 |
| Gespunsart                   | 08188      | Torés ou Gespinois | 21,02            | 969 (2022)                        | 46                 |
| Givonne                      | 08191      | Givonnais          | 14,04            | 1 055 (2022)                      | 75                 |
| Glaire                       | 08194      | Glairois           | 6,46             | 824 (2022)                        | 128                |
| La Grandville                | 08199      | Grandvillois       | 10,02            | 765 (2022)                        | 76                 |
| Hannogne-Saint-Martin        | 08209      | Allobais           | 4,71             | 439 (2022)                        | 93                 |
| Haudrecy                     | 08216      |                    | 3,36             | 328 (2022)                        | 98                 |
| Houldizy                     | 08230      | Houldiziens        | 4,62             | 404 (2022)                        | 87                 |
| Illy                         | 08232      |                    | 15,6             | 416 (2022)                        | 27                 |
| Issancourt-et-Rumel          | 08235      |                    | 5,47             | 399 (2022)                        | 73                 |
| Lumes                        | 08263      | Lumichons          | 6,14             | 1 103 (2022)                      | 180                |
| Montcy-Notre-Dame            | 08298      | Montcéens          | 6,13             | 1 560 (2022)                      | 254                |
| Neufmanil                    | 08316      | Crayats            | 10,12            | 988 (2022)                        | 98                 |
| Nouvion-sur-Meuse            | 08327      | Nouvionnais        | 9,06             | 2 235 (2022)                      | 247                |
| Nouzonville                  | 08328      | Nouzonnais         | 10,92            | 5 548 (2022)                      | 508                |
| Noyers-Pont-Maugis           | 08331      | Nucipontins        | 9,32             | 670 (2022)                        | 72                 |
| Pouru-aux-Bois               | 08342      |                    | 9,02             | 234 (2022)                        | 26                 |
| Pouru-Saint-Remy             | 08343      | Capucins           | 10,19            | 1 129 (2022)                      | 111                |
| Prix-lès-Mézières            | 08346      | Pirisiens          | 5,08             | 1 387 (2022)                      | 273                |
| Saint-Aignan                 | 08377      | Saint-Aignanois    | 7,74             | 151 (2022)                        | 20                 |
| Saint-Laurent                | 08385      | Laurentins         | 4,26             | 1 073 (2022)                      | 252                |
| Saint-Menges                 | 08391      | Saint-Mengeois     | 12,21            | 934 (2022)                        | 76                 |
| Sapogne-et-Feuchères         | 08400      | Sapognards         | 10,71            | 516 (2022)                        | 48                 |
| Sécheval                     | 08408      | Siccavallois       | 13,79            | 536 (2022)                        | 39                 |
| Sedan                        | 08409      | Sedanais           | 16,28            | 16 727 (2022)                     | 1 027              |
| Thelonne                     | 08445      | Thelonnais         | 3,84             | 404 (2022)                        | 105                |
| Tournes                      | 08457      | Tournois           | 8,26             | 1 058 (2022)                      | 128                |
| Ville-sur-Lumes              | 08483      | Villelumois        | 3,1              | 529 (2022)                        | 171                |
| Villers-Semeuse              | 08480      | Villersois         | 7,03             | 3 628 (2022)                      | 516                |
| Villers-sur-Bar              | 08481      | Villerois          | 5,45             | 240 (2022)                        | 44                 |
| Vivier-au-Court              | 08488      | Vivarois           | 9,34             | 2 811 (2022)                      | 301                |
| Vrigne aux Bois              | 08491      | Vrignois           | 22,57            | 3 524 (2022)                      | 156                |
| Vrigne-Meuse                 | 08492      | Vrigne-Meusiens    | 4,44             | 332 (2022)                        | 75                 |
| Wadelincourt                 | 08494      | Wadelincourtins    | 4,22             | 447 (2022)                        | 106                |
| Warcq                        | 08497      | Warcquins          | 9,19             | 1 280 (2022)                      | 139                |

### Démographie
| 1968    | 1975    | 1982    | 1990    | 1999    | 2010    | 2015    | 2021    |
| ------- | ------- | ------- | ------- | ------- | ------- | ------- | ------- |
| 134 121 | 141 026 | 140 364 | 138 770 | 136 423 | 129 249 | 125 076 | 121 252 |

## Politique et administration

### Siège
Le siège de la communauté d’agglomération est fixé au 49, avenue Léon-Bourgeois, à Charleville-Mézières.

### Élus
La communauté d’agglomération est administrée pour la mandature 2020-2026 par un conseil communautaire constitué de 105 élus représentant chaque commune associée, à raison d’un délégué par commune, à l’exception de
- Charleville-Mézières (32 délégués) ;
- Sedan (11 délégués) ;
- Nouzonville (4 délégués) ;
- Villers-Semeuse, Vivier-au-Court et Vrigne-aux-Bois (2 délégués).

Au terme des élections municipales de 2020 dans les Ardennes, le nouveau conseil communautaire réuni le 17 juillet 2020 a réélu son président, Boris Ravignon, maire de Charleville-Mézières, ainsi que ses vice-présidents, qui sont,
1. Didier Herbillon, maire de Sedan, chargé de l'Aménagement et équilibre du territoire ;
2. Patrick Fostier, conseiller municipal de Charleville-Mézières, chargé du développement économique et numérique;
3. Patrick Dutertre, maire de Vrigne-aux-Bois, chargé du grand cycle de l'eau ;
4. Marie-Pierre Debreux, première maire-adjointe de Noyers Pont Maugis, chargée de l'habitat durable ;
5. Jeremy Dupuy, maire de Villers-Semeuse et conseiller départemental, chargé des mobilités ;
6. Darkaoui Darkaoui Allaoui, conseiller municipal de Charleville-Mézières, chargé de la cohésion urbaine et de la santé ;
7. Michel Normand, maire de Belval et conseiller départemental, chargé des finances et des ressources humaines ;
8. Ines de Montgon, conseillère municipale de Sedan, chargée du développement durable ;
9. Jean Luc Claude, maire de Nouvion-sur-Meuse, chargé de la prévention, de la collecte et de la valorisation des déchets ;
10. Florian Lecoultre, maire de Nouzonville, chargé de la culture ;
11. Cédric Brantz, maire de Flize, chargé des sports ;
12. Guillaume Maréchal, conseiller municipal délégué de Charleville-Mézières et conseiller régional, chargé de l'enseignement supérieur et de la recherche ;
13. Franck Marcot, conseiller municipal de Sedan, chargé du tourisme ;
14. Odile Glacet, conseillère municipale de Charleville-Mézières, chargée de la commande publique ;
15. Philippe Claude, maire d'Haudrecy, chargé des travaux communautaires.

Le bureau est constitué pour le mandat 2020-2026 du président, des vice-présidents et 6 autres membres

### Liste des présidents
| Période         | Période                       | Identité         | Étiquette | Qualité |
| --------------- | ----------------------------- | ---------------- | --------- | --- |
| 13 janvier 2014 | Avril 2014                    | Philippe Pailla, | PS        | Maire de Charleville-Mézières (2013 → 2014) |
| 15 avril 2014,  | En cours (au 29 janvier 2021) | Boris Ravignon   | UMP → LR  | Énarque, inspecteur des finances Maire de Charleville-Mézières (2014 → ) Conseiller général de Charleville-la-Houillère (2008-2015) Réélu pour le mandat 2020-2026 |

### Compétences
La communauté d'agglomération exerce de nombreuses compétences qui lui ont été déléguées par les communes membres, dans les conditions déterminées par le code général des collectivités territoriales. Il s'agit notamment de : 
- l’enseignement supérieur
- le développement économique
- le tourisme
- la politique de l’habitat
- la politique de la ville
- les transports et les travaux
- l’eau et assainissement
- les déchets
- les équipements et développement culturels
- les équipements et développement sportifs
- le développement durable.

### Régime fiscal et budget
La communauté d'agglomération est un établissement public de coopération intercommunale à fiscalité propre.
Afin de financer l'exercice de ses compétences, l'intercommunalité perçoit, comme toutes les communatés d'agglomération, la fiscalité professionnelle unique (FPU) – qui a succédé à la taxe professionnelle unique (TPU) – et assure une péréquation de ressources.
Elle ne reverse pas de dotation de solidarité communautaire (DSC) à ses communes membres.

### Identité visuelle
|  | La communauté d’agglomération s’est dotée d’un logotype le 15 décembre 2015 à la suite de son changement de nom,. |

## Projets et réalisations
Conformément aux dispositions légales, une communauté d'agglomération a pour objet d'associer « au sein d'un espace de solidarité, en vue d'élaborer et conduire ensemble un projet commun de développement urbain et d'aménagement de leur territoire ».
Ardenne Métropole a permis la création de "Campus sup Ardenne", un campus de l'université de Reims-Champagne-Ardenne, basé à Charleville-Mézières,.
Depuis 2019, la communauté d'agglomération travaille aussi à la création à Sedan d'un musée communautaire. L'objectif est de présenter la ville sous les angles historiques et artistiques.
Un autre grand projet est celui du quartier de la gare de Charleville-Mézières, situé à proximité du centre-ville. Requalifié en 2010, il a vécu en 2015 l'ouverture de terciarys, grand bâtiment de 5000m² dédié au tertiaire. Cette réalisation étant un succès, l'agglomération à décidé de poursuivre dans cette voie pour l'horizon 2025-2030: cette fois-ci, il s'agit majoritairement de logements et de parkings, ainsi que d'un prolongement du tunnel SNCF.